# Pravind Jugnauth
Pravind Kumar Jugnauth (ur. 25 grudnia 1961) – maurytyjski polityk, lider Socjalistycznego Ruchu Mauritiusa (MSM, Mouvement Socialiste Militant) od 2003. Wicepremier i minister finansów w latach 2004–2005 oraz 2010–2011. Premier Mauritiusa od 23 stycznia 2017 do 12 listopada 2024.

## Życiorys
Pravindh Jugnauth, syn Anerooda Jugnautha, jest absolwentem prawa Uniwersytetu Buckingham w Wielkiej Brytanii. Studiował także na Uniwersytecie Aix-en-Provence we Francji. W 1992 poślubił Kobitę Ramdannee, z którą ma trzy córki.
W 1990 wstąpił do Socjalistycznego Ruchu Mauritiusa (MSM). Od 1996 do 2000 był radnym gminy Vacoas. We wrześniu 2000 został członkiem Zgromadzenia Narodowego. W październiku 1999 został wybrany wiceprzewodniczącym MSM, a kwietniu 2003 przejął po swoim ojcu funkcję lidera partii.
Od września 2000 do września 2003 pełnił funkcję ministra rolnictwa, żywności i zasobów naturalnych w rządzie Anerooda Jugnautha. Od 30 września 2004 do 29 kwietnia 2005 zajmował stanowisko wicepremiera oraz ministra finansów i rozwoju gospodarczego w gabinecie Paula Bérengera.
Przed wyborami parlamentarnymi w maju 2010 zawiązał koalicję Sojusz Przyszłości z rządzącą Partią Pracy Mauritiusa (MLP) premiera Navina Ramgoolama. W wyborach 5 maja 2010 koalicja odniosła zwycięstwo, zdobywając 41 mandatów w czasie głosowania, a w sumie 45 mandatów w 69-osobowym parlamencie. 11 maja 2010 objął stanowisko wicepremiera i ministra finansów w rządzie premiera Ramgoolama.
26 lipca 2011, razem z pięcioma innymi ministrami MSM, zrezygnował ze stanowiska w rządzie w proteście przeciwko aresztowaniu i postawieniu zarzutów korupcyjnych ministrowi zdrowia, członkowi jego partii. W sierpniu 2011 MSM wycofał się całkowicie z koalicji rządowej.
17 grudnia 2014, po wygranych wyborach parlamentarnych przez koalicję pod przewodnictwem MSM, objął stanowisko ministra technologii, komunikacji i innowacji w gabinecie swego ojca, Anerooda Jugnautha, które zajmował do 1 lipca 2015. 26 maja 2016 objął natomiast stanowisko ministra finansów.
23 stycznia 2017 objął urząd szefa rządu po tym, jak dwa dni wcześniej ze stanowiska premiera zrezygnował jego ojciec, Anerood Jugnauth. 
W wyborach parlamentarnych w 2024, kierowana przez niego koalicja Alliance Lepep uzyskała jedynie 2 mandaty w Zgromadzenie Narodowe (na ogólną liczę 66). Pravind Jugnauth złożył dymisję i zakończył urzedowanie na stanowisku szefa rządu.